# Championnat du Gabon de football 1985
Navigation
Saison précédente Saison suivante
La saison 1985 du Championnat du Gabon de football est la neuvième édition du championnat de première division gabonaise, le Championnat National. Il se déroule sous la forme d’une poule unique avec dix formations, qui s’affrontent à deux reprises, à domicile et à l’extérieur. En fin de saison, le dernier du classement est relégué et remplacé par le champion de deuxième division.
C'est le FC 105 Libreville qui remporte le titre, après avoir terminé en tête du classement final, avec sept points d’avance sur le tenant du titre, l’AS Sogara et onze sur un duo composé de Ndella Energie et du Locomotive FC. C'est le quatrième titre de champion du Gabon de l'histoire du club.

## Les clubs participants
| - USM Libreville - OSL Libreville - FC 105 Libreville - AS Sogara - AS OPRAG Port-Gentil | - Locomotive FC - Shellsport FC - Petrosport FC - Ndella Energie - Cercle Sportif Batavéa |

## Compétition

### Classement
| Rang | Équipe                 | Pts | J  | G  | N | P  | Bp | Bc | Diff |
| ---- | ---------------------- | --- | -- | -- | - | -- | -- | -- | ---- |
| 1    | FC 105 Libreville      | 30  | 18 | 14 | 2 | 2  | 41 | 14 | +27  |
| 2    | AS Sogara'T'C          | 23  | 16 | 9  | 5 | 2  | 35 | 17 | +18  |
| 3    | Ndella Energie         | 19  | 17 | 7  | 5 | 5  | 24 | 18 | +6   |
| 4    | Locomotive FC          | 19  | 18 | 7  | 5 | 6  | 24 | 29 | -5   |
| 5    | Petrosport FC          | 18  | 18 | 6  | 6 | 6  | 26 | 21 | +5   |
| 6    | Shellsport FC          | 17  | 18 | 7  | 3 | 8  | 25 | 30 | -5   |
| 7    | AS OPRAG Port-Gentil   | 17  | 18 | 6  | 5 | 7  | 20 | 26 | -6   |
| 8    | USM Libreville         | 15  | 18 | 6  | 3 | 9  | 26 | 21 | +5   |
| 9    | Cercle Sportif Batavéa | 10  | 17 | 2  | 6 | 9  | 20 | 30 | -10  |
| 10   | OSL Libreville         | 8   | 18 | 3  | 2 | 13 | 17 | 52 | -35  |

|  | Qualification pour la Coupe des clubs champions africains 1986 |
|  | Qualification pour la Coupe des Coupes 1986                    |
|  | Relégation directe en deuxième division                        |
|  | T : Tenant du titre C : Vainqueur de la Coupe du Gabon         |

## Bilan de la saison
| Championnat du Gabon de football 1985                             |                              |
| Champion                                                          | FC 105 Libreville (4e titre) |
| Coupes et trophées                                                |                              |
| Vainqueur de la Coupe du Gabon 1985                               | AS Sogara                    |
| Qualifications continentales                                      |                              |
| Coupe d'Afrique des clubs champions 1986                          | FC 105 Libreville            |
| Coupe des Coupes 1986                                             | AS Sogara                    |
| Promotions et relégations                                         |                              |
| Promus en Championnat National                                    | Athlétic Club Ayina          |
| Relégués en Championnat du Gabon de football de deuxième division | OSL Libreville               |